# ONE PIECE ARカードダス
『ONE PIECE AR carddass』（ワンピース エーアールカードダス）は、尾田栄一郎の漫画『ONE PIECE』を原作とした、バンダイより発売のiPhoneおよびiPod touchのアプリケーションと連動したトレーディングカードゲーム。

## 概要
『仮面ライダーARカードダス』と共にARカードダスシリーズ第1弾として発売。カードの販売形式はパック販売およびカードダス自販機、カードダススナック菓子。
App store配信の無料アプリケーションをダウンロードし、カードのARマーカーを読み込ませバトルすることができる。またデータカードダス『ワンピーベリーマッチW』（第2弾以降は『ワンピーベリーマッチIC』）のバーコードも印字されており、データカードダスでも使用可能。
アプリケーションver.4.0.0へのアップデート時に不具合があり、ver.4.1.0で修正されている。
第4弾を最後に新作が発表されておらず、ARカードダスのアップデートの予定もない。また、ARカードダスアプリでiOS 8へアップデートの際、正常に動作しないことがあり、iOS 8へアップロードしないことと利用の際の注意を呼びかけている（これは『仮面ライダーARカードダス』、『AKB0048 ARカードダス』でも同様の措置が取られている）。
2015年3月31日を以てアプリ配信を終了。

## 登場キャラクター

### 第1弾
モンキー・D・ルフィ、ロロノア・ゾロ、ナミ、ウソップ、サンジ、トニートニー・チョッパー、ニコ・ロビン、フランキー、ブルック
ボートガス・D・エース、シャンクス、ボア・ハンコック、センゴク、ユースタス・キッド、トラファルガー・ロー

### 第2弾『新世界の幕開け』
モンキー・D・ルフィ（新世界）、ロロノア・ゾロ（新世界）、ナミ（新世界）
バギー、マーシャル・D・ティーチ、エドワード・ニューゲート、シルバーズ・レイリー、ジンベエ

### 第3弾『いざ!魚人島へ』
ウソップ（新世界）、サンジ（新世界）、トニートニー・チョッパー（新世界）、ニコ・ロビン（新世界）、フランキー（新世界）、ブルック（新世界）
ペローナ、カリブー

### 第4弾『深海の楽園』
ジュラキュール・ミホーク、アーロン、バンダー・デッケン九世、ホーディ・ジョーンズ

## リリース
- 2011年7月30日 - 第1弾発売。全40種。
- 2011年8月2日 - ARカードダススナック第1弾発売。全10種。
- 2011年10月22日 - 第2弾『新世界の幕開け』発売。全40種。
- 2011年11月 - ARカードダススナック第2弾『新世界の幕開け』発売。全10種。
- 2011年12月23日 - 第3弾『いざ!魚人島へ』発売。全51種。
- 2012年3月23日 - 第4弾『深海の楽園』発売。
- 2015年3月31日 アプリ配信終了